# Grande FM
Grande FM é uma estação de rádio brasileira sediada em Picos, cidade do estado do Piauí. Opera no dial FM, na frequência 94.5 MHz, sendo afiliada à Meio Norte FM. Pertence ao Sistema de Comunicação de Picos, que também controla a Rádio Difusora de Picos.

## História
A rádio foi fundada em 10 de abril de 1993, como Grande Picos FM. Foi a terceira emissora criada pelo Sistema de Comunicação de Picos e, em seus primeiros anos, manteve uma programação eclética.
Em abril de 2006, passou a ser afiliada à Rede Liderança Sat, mudando seu nome para Liderança FM Picos. A estratégia obteve bons resultados, e a marca se tornou rapidamente conhecida na região. Programas como o É Só Pedir com Leonardo Frotta e Pra Ficar e Amar tiveram boa repercussão e se tornaram campeões de audiência à época.
Em outubro de 2017, a emissora anunciou que iria deixar a Rede Liderança, passando por uma reformulação. Entre as mudanças feitas, estavam a afiliação com a Meio Norte FM, e a mudança de nome da rádio para Grande FM. Em 17 de novembro, a rádio promoveu o show de aniversário do Picos Plaza Shopping que contou com a presença da cantora Solange Almeida. O evento comemorou também a nova programação da emissora, que estreou no dia 20 daquele mês.

## Programação
A lista abaixo compreende os programas produzidos pela Grande FM. Parte da programação noturna da emissora é retransmitida da Meio Norte FM de Teresina.
- Grande Madrugada
- Voz do Povo
- Manhã da Grande
- As Melhores da Manhã
- Grande Jornal
- Grande Saudade
- Tarde Show
- Forró & Cia.
- Grande Revista
- No Pé do Balcão
- Sabadão da Grande
- Domingo com o Rei
- Domingão da Grande[2]